# 360

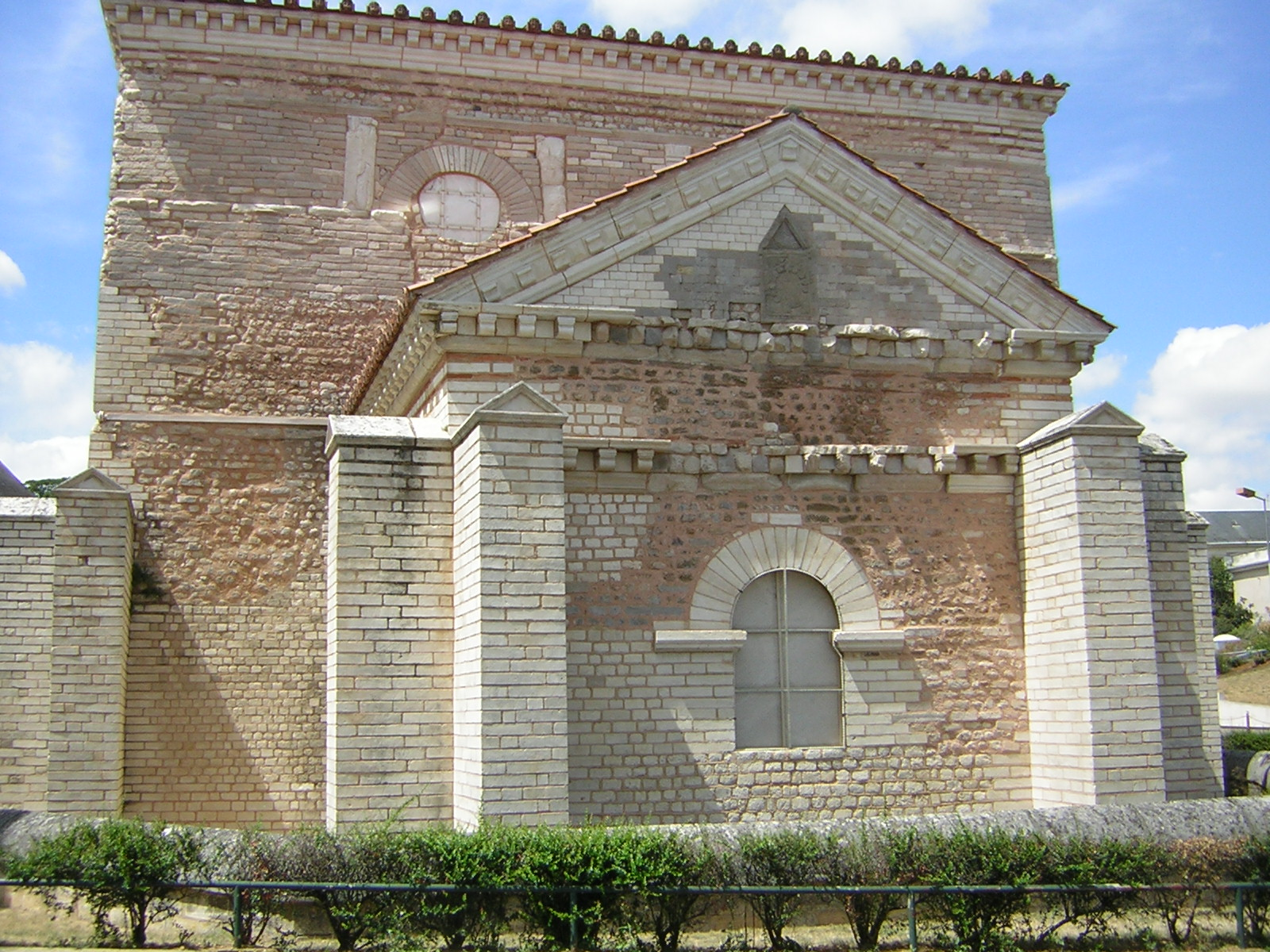
Het Baptisterium van Sint Johannes in Poitiers, gebouwd ca. 360

Het jaar 360 is het 60e jaar in de 4e eeuw volgens de christelijke jaartelling.

## Gebeurtenissen

### Europa
- Februari - Julianus de Afvallige wordt door de Gallische legioenen in Lutetia (huidige Parijs) tot Augustus (tegenkeizer) uitgeroepen. Keizer Constantius II vordert een deel van het Romeinse leger in Gallië voor de oorlog tegen Perzië, de soldaten weigeren hun land te verlaten en komen in opstand.
- Het Baptisterium van Sint-Johannes in Poitiers wordt gebouwd.
- Donatianus wordt benoemd tot zevende bisschop van Reims.

### Perzië
- Koning Shapur II de Grote verovert na een veldtocht in Armenië de Romeinse vestingstad Nisibis. Onderhandelingen voor een wapenstilstand met de Perzen lopen vast.

### Klein-Azië
- Constantius II roept in Constantinopel een concilie van bisschoppen bijeen, in de kerk Hagia Sophia bevestigt hij dat Vader en Zoon 'van dezelfde substantie' zijn. Er worden wijzigingen goedgekeurd om het arianisme te bevorderen.

## Geboren
- Johannes Cassianus, monnik en woestijnvader (waarschijnlijke datum)
- Ninianus, Schots bisschop (overleden 432)
- Tao Sheng, boeddhistisch monnik en schrijver (overleden 434)

## Overleden
- Absyrtus, Grieks veearts
- Marinus van Rimini, legendarische stichter van San Marino